# Ioan Hațeganu
Ioan Hațeganu (n. 29 septembrie 1847, Întregalde, Alba, România – d. 1931, Cluj, România) a fost un deputat la Marea Adunare Națională de la Alba Iulia, ca delegat al Protopopiatului Greco-Catolic Cojocna.

## Biografie

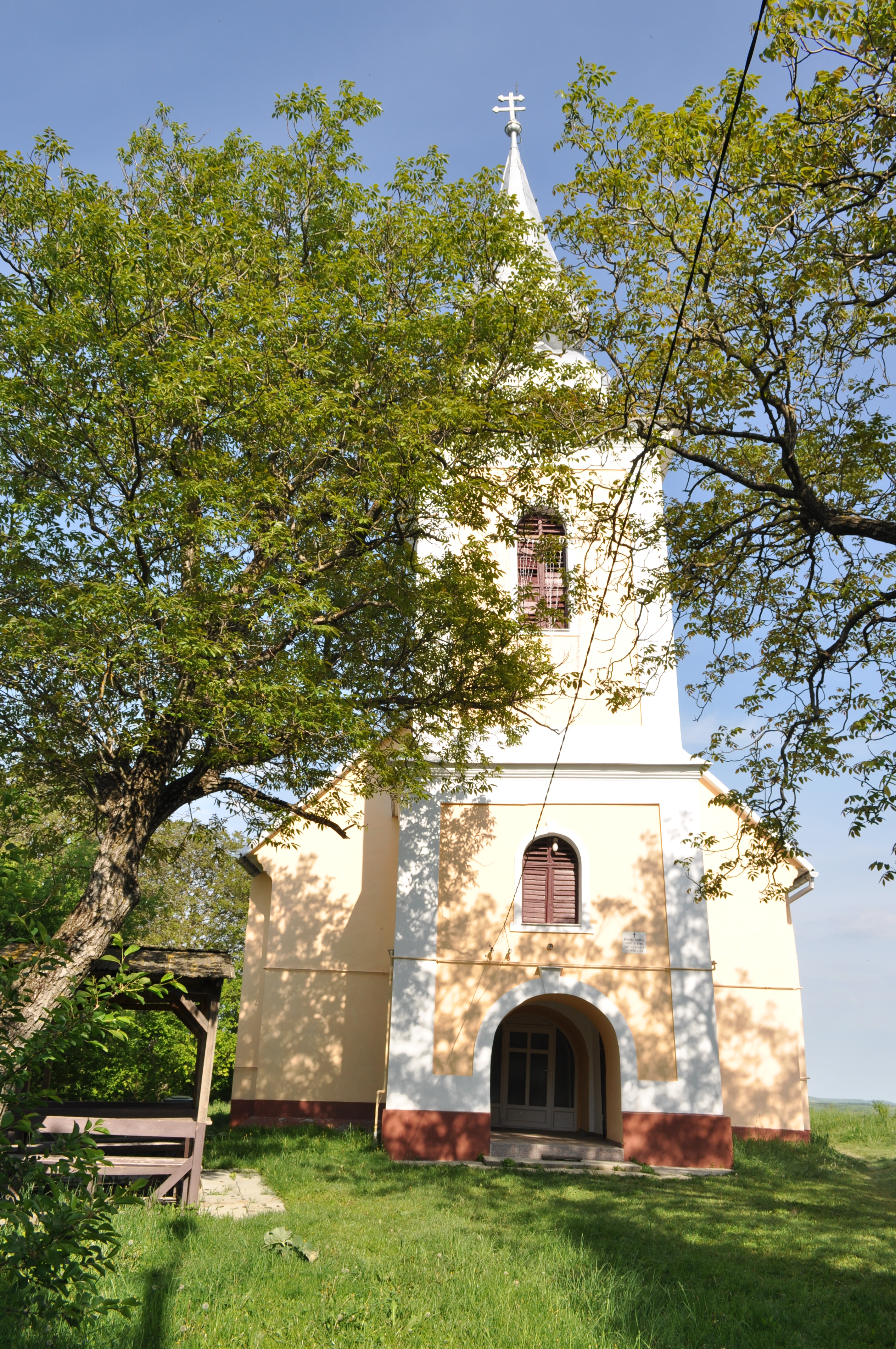
Biserica greco-catolică din Cojocna

Ioan Hațeganu a lucrat ca învățător la Roșia Montană și cancelist la Blaj. Din 1874 a fost preot în Tritiu de Sus (fostul județ Cojocna), iar apoi în Fizeș. Hațeganu a fost numit protopop al Cojocnei, perioadă în care a contribuit la ridicarea școlii, bisericii și casei parohiale române unite cu Roma. 
A fost președintele secției din Cojocna a Astrei. A luat parte la organizarea Gărzii Naționale din județul Cojocna. A fost membru al consiliului județean. Și-a continuat activitatea până în 1927, când s-a pensionat și s-a stabilit la Cluj.

## Familie
Ioan Hațeganu a avut 13 copii, dintre care cei mai cunoscuți sunt prof. dr. Iuliu Hațieganu și dr. Emil Hațieganu.